# Messiah (швейцарський гурт)
Messiah (укр. Месія) — екстремальний метал-гурт родом із Швейцарії. За час існування гурту в ньому змінилося три вокалісти, а гітарист Р. Б. Броґґі був єдиним постійним учасником гурту з моменту заснування.

## Історія гурту

### Формування, релізи студійних альбомів і концерт-возз'єднання (1984—2003)
Дебютний альбом Messiah, Hymn to Abramelin, був випущений у 1986 році на Chainsaw Murder Records. Другий альбом під назвою Extreme Cold Weather вийшов у 1987 році та був перевиданий на CD через три роки лейблом Nuclear Blast. Потім гурту вдалося підписати контракт з великим німецьким метал лейблом Noise Records, який випустив їхній наступний альбом Choir of Horrors у 1991 році. Messiah випустили ще два альбоми, Rotten Perish і Underground, на Noise Records, але гурт розпався в середині 1990-х років, як і багато інших треш/дез-метал гуртів в цей час.
Гурт знову зібрався разом для концерту в 2003 році. Після цього гурт заявив, що не має бажання возз'єднуватися.

### Reunion,Fatal Grotesque Symbols— Darken UniverseтаFracmont(2017–дотепер)
Наприкінці 2017 року друг і концертний промоутер запросив групу дати кілька секретних концертів у Люцерні, Швейцарія. Гурт погодився і після концертів учасники вирішили почати запис нового альбому на початку 2018 року.
У червні 2020 року гурт оголосив, що EP під назвою Fatal Grotesque Symbols — Darken Universe вийде 7 серпня, а повноформатний альбом під назвою Fracmont вийде через місяць, 11 вересня. Він став першим студійним альбомом гурту за 26 років.

## Учасники гурту

### Поточні члени
- Р. Б. Броґґі — гітари (1984–1995, 2003, 2017–дотепер)
- Патрік Хєрше — бас-гітара (1989–1992, 2003, 2017–дотепер)
- Стів Каррер — ударні (1990–1995, 2003, 2017–дотепер)

## Дискографія

### Студійні альбоми
- Hymn to Abramelin (1986)
- Extreme Cold Weather (1987)
- Choir of Horrors (1991)
- Rotten Perish (1992)
- Underground (1994)
- Fracmont (2020)

### Концертні альбоми
- Reanimation, Live at Abart (2010)
- The Choir of Horrors і Rotten Perish Era Live (2018)

### ЕР
- Psychomorphia (1990)
- The Ballad of Jesus (1994)
- Fatal Grotesque Symbols — Darken Universe (2020)